# Franz Hoffmeister

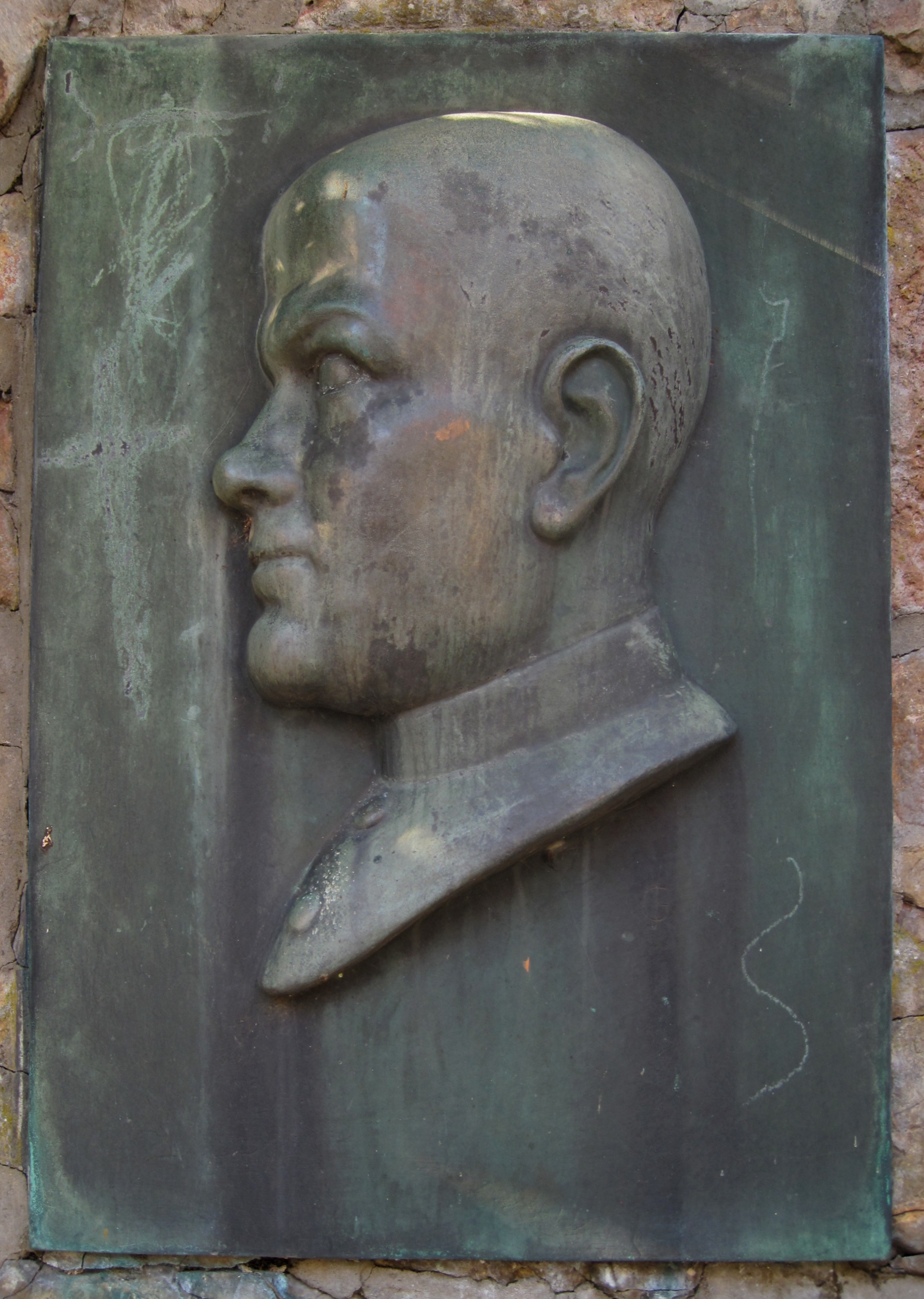
Franz Hoffmeister
Relief am Hoffmeister-Pröpper-Brunnen in Balve

Franz Hoffmeister (* 22. März 1898 in Ramsbeck; † 27. März 1943 in Schmallenberg-Holthausen) war ein römisch-katholischer Priester und zusammen mit Theodor Pröpper der Begründer des Sauerländer Heimatbundes und der Festspiele Balver Höhle.

## Werdegang
Franz Hoffmeister war der Sohn des Zimmermanns Franz Hoffmeister und der Franziska Hoffmeister geb. Beule. Er besuchte die Volksschule in Ramsbeck und wurde mit 15 Jahren von einem Paderborner Gymnasium aufgenommen. 1917 wurde der Gymnasiast als Ersatz-Rekrut zum Waffendienst beim Ersatzbataillon eines Garde-Fußartillerie-Regiments in Jüterbog einberufen, für das er an der Schlacht in Flandern teilnahm. 1918 folgte die weitere Teilnahme am Feldzug im Westen, auf dem er verschiedene Verletzungen erlitt, die im selben Jahr zur Entlassung aus dem Heeresdienst führten.
1919 nahm Franz Hoffmeister den durch den Kriegsbeginn unterbrochenen Schulbesuch wieder auf und gründete im Februar desselben Jahres mit einigen Freunden die Vereinigung studierender Sauerländer, deren erster Vorsitzender er vorläufig wurde. Im März erschien unter seiner Leitung die erste Ausgabe der von ihm begründeten Zeitschrift Trutznachtigall. Im selben Monat erhielt er die Reife für die Universitätsstudien und wurde an der bischöflich-philosophisch-theologischen Akademie Paderborn immatrikuliert. Er wurde Mitglied der katholischen Studentenverbindung Hochland. Mit 23 Jahren drohte Franz Hoffmeister zu erblinden.

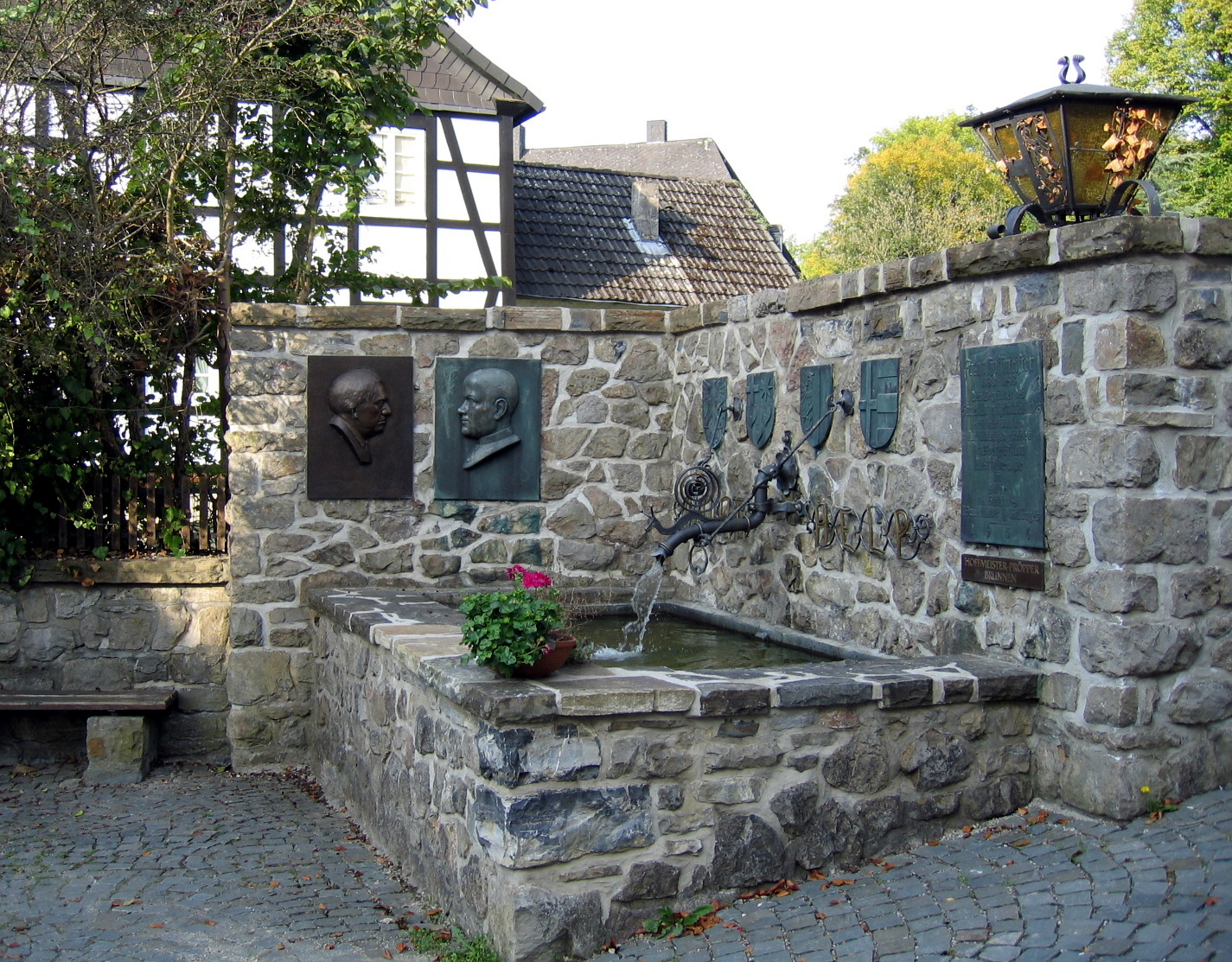
Hoffmeister-Pröpper-Brunnen in Balve

In Zusammenhang mit der 4. Generalversammlung der Vereinigung studierender Sauerländer wurde in Meschede die Gründung des Sauerländer Heimatbundes beschlossen; vom 2. bis zum 4. September 1922 fand in Balve dessen erste große Tagung statt.
1923 legte Hoffmeister die Leitung der Trutznachtigall nieder. Im Herbst 1923 trat er ins Priesterseminar ein und wurde am 8. Januar 1924 zum Diakon und am 10. August 1924 durch den Weihbischof Heinrich Haehling von Lanzenauer zum Priester geweiht. Hoffmeister übernahm 1924 die Pfarrvikariestelle in Antfeld und wurde im selben Jahr 1. Vorsitzender des Sauerländer Heimatbundes, dessen Geschäftsstelle zunächst in Bestwig eingerichtet, später aber nach Antfeld verlegt wurde.
Die niedergelegte Schriftleitung der Trutznachtigall übernahm Hoffmeister wieder 1929. Die Zeitschrift trug nun den Namen Heimwacht und war Vorgänger der heutigen Monatszeitschrift Sauerland. Es folgte die Gründung des Sauerländischen Künstlerkreises, der an den Sauerländer Heimatbund angeschlossen war.
Vom 2. bis 4. August 1930 fand in Balve die achte Sauerländer Heimattagung statt. Sie stand unter dem Leitgedanken „Religion und Heimat“ und wurde mit dem 500- und 1000-jährigen Jubiläum der Stadt Balve verbunden. Im selben Jahr wurde Franz Hoffmeister zum Bezirkspräses der katholischen Jungmännervereine für das Dekanat Bigge ernannt. Im August fand die neunte Sauerländer Heimattagung in Eslohe statt, die letzte unter Hoffmeisters Führung. Auf ihr wurde besonders des sauerländischen Dichters Josef Pape gedacht.
1932 wurde Hoffmeister die Vikariestelle in Bochum-Wiemelhausen übertragen. Von dort arbeitete er weiterhin an der Heimwacht, deren letzte Ausgabe als Nr. 8 des Jahrgangs 1932 im Februar 1933 erschien. Nach der Machtübernahme durch die Nationalsozialisten legte Hoffmeister sein Amt als Vorsitzender des Sauerländer Heimatbundes nieder und wurde im Juni 1933 zum Bezirkspräses des katholischen Jungmännerverbandes Bochum ernannt.
Am 26. Juni 1937 wurde der alte Sauerländer Heimatbund beim Amtsgericht Bigge gelöscht. Mit 40 Jahren erlitt Hoffmeister bei einem vorübergehenden Aufenthalt in Hamm einen Schlaganfall. Am 9. Oktober 1940 übertrug man ihm die Pfarrvikariestelle in Holthausen bei Fredeburg, Pfarrei Oberkirchen. Nachfolgend verschlechterte sich sein Gesundheitszustand. Franz Hoffmeister starb am 27. März 1943 in Holthausen. Die Beisetzung erfolgte auf dem Friedhof seines Geburtsortes.

## Ehrungen
- In Bestwig wurde das Franz-Hoffmeister Schulzentrum und in Ramsbeck sowie in Olsberg wurde die Franz-Hoffmeister-Straße nach ihm benannt.
- Im Jahr 1956 errichtete man den Hoffmeister-Pröpper-Brunnen in Balve[2] und 1996 das Franz Hoffmeister-Denkmal in Antfeld.[3]

## Werke
- Sauerländer Heimatbund: Zeitschrift Trutznachtigall 1. Jahrgang (PDF)